# Hellmut Fritzsche
Hellmut Fritzsche (* 20. Februar 1927 in Berlin; † 17. Juni 2018) war ein deutsch-US-amerikanischer Festkörperphysiker.
Fritzsche ging nach dem Diplom an der Universität Göttingen 1952 in die USA. 1954 wurde er an der Purdue University promoviert, wo er im selben Jahr Instructor und 1955 Assistant Professor wurde. 1957 ging er als Assistant Professor an die University of Chicago, wo er 1963 Professor wurde und das bis zu seiner Emeritierung 2004 blieb. Zeitweise war er Vorstand der Physik-Fakultät.
Fritzsche ist bekannt für Arbeiten über den Metall-Isolator-Übergang in dotierten Halbleitern und über amorphe (nicht-kristalline) Materialien, zum Beispiel amorphem Silizium und insbesondere zur Rolle von eingebautem Wasserstoff in der Verbesserung von dessen elektronischen Eigenschaften.
Ab 1967 war er Vizepräsident und Mitglied des Leitungsrats von Energy Conversion Devices Incorporated, der Entwicklungsfirma (zum Beispiel Solarzellen, Batterien) von Stanford Ovshinsky, mit dem er eng über die Anwendung amorpher Materialien zusammenarbeitete.
1989 erhielt er den Oliver E. Buckley Condensed Matter Prize. 1988 wurde er Ehrendoktor der Purdue University. 2004 erhielt er den Stanford R. Ovshinsky Award for Excellence in Non-Crystalline Chalcogenides.

## Schriften
- Herausgeber: Amorphous Silicium and related materials, Teil A, B, World Scientific 1989
- Herausgeber: Transport, correlation and structural defects, World Scientific 1990
- Herausgeber mit David Adler: Localization and metal-insulator transitions, Plenum Press 1985 (Bd. 3 einer Festschrift für Nevill Francis Mott)
- Electronic phenomena in amorphous semiconductors, Annual Review of Material Science, Bd. 2, 1972, S. 697–744
- Herausgeber mit Brian Schwartz: Stanford R. Ovshinsky - the science and technology of an american genius, World Scientific 2008